# (15904) Halstead
(15904) Halstead (1997 SD11) – planetoida z pasa głównego asteroid okrążająca Słońce w ciągu 3,18 lat w średniej odległości 2,16 j.a. Odkryta 29 września 1997 roku.